# Gornja Trnava (okręg szumadijski)
Gornja Trnava (cyr. Горња Трнава) – wieś w Serbii, w okręgu szumadijskim, w gminie Topola. W 2011 roku liczyła 1539 mieszkańców.